# Red Faction (Computerspiel)
Red Faction (engl. für „rote Splittergruppe“) ist ein Ego-Shooter, des amerikanischen Entwicklerstudios Volition. Der erste Teil der Red-Faction-Serie wurde 2001 von THQ veröffentlicht. Der Nachfolger Red Faction 2 kam ein Jahr später auf den Markt.
Red Faction gilt als eines der ersten 3D-Spiele, in dem man mit Hilfe seiner Waffen seine Umgebung verändern konnte. Die Spielwelt konnte in einem bis dahin nicht dagewesen Ausmaß mit Waffengewalt zerstört werden. So ist es zum Beispiel möglich, eine Tür entweder mit einem Schlüssel zu öffnen oder die Wand daneben wegzusprengen.

## Handlung
Die Handlung spielt in einer nicht allzu fernen Zukunft. Die Firma Ultor Corporation besitzt alle Abbaurechte für den Mars, der nach dem Rohstoffmangel auf der Erde nun ausgebeutet wird. Ultor lockt mit der Aussicht auf schnelle Verdienstmöglichkeiten junge Leute als Minenarbeiter auf den Planeten. Doch die Zustände vor Ort sind menschenunwürdig: Die Arbeiter müssen in engen Quartieren hausen und bei der Arbeit stehen Gewalteinwirkung und Erniedrigung durch die Wachen auf der Tagesordnung. Hinzu kommt eine mysteriöse Seuche, die einen Minenarbeiter nach dem anderen tötet.
Als der junge Parker eines Tages Zeuge wird, wie ein Arbeiter willkürlich nach einem Streit von einer Wache getötet, tritt er der Widerstandsgruppe „Red Faction“ bei und wird zu einem der wichtigsten Rebellen gegen Ultor. Das Spiel endet schließlich damit, dass die Streitkräfte der Erde die Anlage einnehmen und den Arbeitern die Rückkehr auf die Erde möglich ist.

### Charaktere
Parker
Der Hauptcharakter im Spiel ist der Minenarbeiter Parker, der vom Spieler übernommen und gesteuert wird. Parker kam auf den Mars, weil er nicht – wie von seinen Eltern gewünscht – nach Harvard gehen, sondern Abenteuer erleben wollte. Er bewarb sich als Minenarbeiter bei der Ultor Corporation, musste jedoch nach seiner Ankunft auf dem Mars schnell feststellen, dass die Zustände anders als gedacht waren. Als er eines Tages Zeuge wird, wie ein Minenarbeiter von einem Wachmann erschossen wird, setzt er sich mit einer erbeuteten Waffe zur Wehr, womit er die lange geplante Revolution der Red Faction in Gang setzt.
Hendrix
Hendrix ist Sicherheitschef von Ultor. Seine Eltern starben durch die auf dem Mars grassierende mysteriöse Seuche, und er gibt Ultor die Schuld an ihrem Tod, obwohl seine Eltern immer auf der Seite von Ultor waren und keine Kritik zuließen. So wurde er zu einem der wichtigsten Verbündeten der Red Faction. Er versorgt die Rebellen mit internen Informationen und ermöglicht den Zugang zu geschützten Bereichen. Dies ermöglichen ihm auch seine guten Hacker-Kenntnisse.
Im Spiel trifft man Hendrix nur zweimal persönlich, aber er unterstützt den Spieler die meiste Zeit mit hilfreichen Anweisungen über Funk. Er stirbt schließlich bei einer Aktion in einem von Ultors Shuttlehangars durch Söldnertruppen.
Eos
Eos ist die Anführerin und Gründerin der Red Faction. Auch sie verlor als Kind ihre Mutter wegen der Seuche und litt unter den menschenunwürdigen Zuständen in den Bergwerken.
Orion
Enger Vertrauter und Stellvertreter von Eos.
Dr. Axel Capek
Leiter der wissenschaftlichen Laboratorien von Ultor. Experimentiert mit der neuartigen Nanotechnologie herum, die er sowohl an Tieren und auch Menschen testet, was Auswirkungen auf deren DNA hat. Wie sich später herausstellt, sind seine Experimente auch für die Seuche verantwortlich. Capek hat seinen Körper an vielen Stellen mit Implantaten verbessert, sodass man ihn als Cyborg bezeichnen kann. Zudem ist es ihm gelungen, Energieschutzschilde zu entwickeln.
Capek wird jedoch schließlich in seinen Laboratorien von Parker getötet.
Davis
Administrator der Ultor-Minen, wurde von Parker bei dem Versuch, den stellvertretenden Administrator von Ultor zu kidnappen, getötet.
Richard Gryphon
Stellvertretender Administrator. Als einer der wenigen integren Führungspersonen von Ultor kooperiert er später mit der Red Faction und übergibt ihnen Informationen über die von Capek geschaffene Seuche.
Masako
Anführerin der Söldnertruppen, die von Capek angefordert wurden. Auch sie stirbt am Ende des Spiels im Kampf gegen Parker.

## Technik
Erstmals wurde hier die neuartige GeoMod-Technik angewandt, mit der es möglich ist, große Teile der Umgebung zu zerstören. In der Entwicklungszeit warb Volition mit den neuen Möglichkeiten dieser Technik. So sollte es dem Spieler beispielsweise offenstehen, für eine verschlossene Tür einen Schlüssel zu suchen oder sich mit Raketen selbst einen Weg freizusprengen. Da allerdings die Level trotzdem recht linear aufgebaut sind und somit doch letztendlich ein bestimmter Weg vorgegeben ist, wirkt sich die GeoMod-Technik nicht besonders stark auf das Gameplay aus. Im Mehrspielermodus findet GeoMod jedoch häufiger taktische Anwendung.
GeoMod stellt nicht wie andere Engines die Auswirkungen einer Explosion durch Ruß- und Trümmergrafiken dar, sondern kreiert vormodellierte Aushöhlungstrukturen. Die Engine stellt zuerst die unbeschädigte Geometrie dar und schneidet daraus nach der erfolgten Explosion das entsprechende vorgefertigte Mesh heraus.
Eine weitere Besonderheit des Spiels war die Einbindung von verschiedenen Fahrzeugen, die der Spieler im Verlauf des Spiels bei Bedarf benutzen konnte, darunter Geländewagen, U-Boote und Raumgleiter.

## Freigabe
In Deutschland erhielt das Spiel trotz inhaltlicher Schnitte nach §14 JuSchG von der USK keine Jugendfreigabe. Für die deutsche Version sollen laut Angaben der GameStar Bluteffekte und der Flammenwerfer entfernt worden sein. Das Spiel wurde am 21. März 2003 von der BPjS indiziert und somit die öffentliche Ausstellung, das Bewerben und der Verkauf des Spiels an unter 18-Jährige verboten. Die Indizierung wurde im Oktober 2016 auf Antrag von THQ Nordic aufgehoben, womit diese Werbebeschränkungen wegfielen.

## Rezeption
Laut dem Wertungsaggregator Metacritic erhielt das Spiel überwiegend positive Kritiken.
Das deutschsprachige Computerspielmagazin GameStar kritisierte, dass die Entwickler die zerstörbare Umgebung spielerisch zu wenig einsetzen. Außerdem sei die Vielfalt der Computergegner relativ gering, deren KI immerhin solide sei. So flüchten Gegner, nachdem sie getroffen wurden, oder gehen in Deckung.

„Solider Ego-Shooter, dem es an Tiefgang und Charme fehlt. Geübte haben nach 20 Stunden fertig!“

Golem.de zufolge kann das Spiel sowohl mit der 3D-Grafik als auch der Story, die sich im Spielverlauf entfaltet, überzeugen. Die zerstörbare Umgebung würde man sich auch bei anderen Spielen wünschen. Die Gegner seien aber mitunter frustrierend.